# Under Satanæ
Under Satanæ is het achtste album van de Portugese gothic metal-band Moonspell. Het album is uitgebracht op 12 oktober 2007.

## Tracklist
| Nr. | Titel                                                               | Duur |
| --- | ------------------------------------------------------------------- | ---- |
| 1.  | Halla alle halla al rabka halla (Praeludium/Incantatum Solistitium) | 2:18 |
| 2.  | Tenebrarum Oratorium (Andamento I/Erudit Compendyum)                | 6:23 |
| 3.  | Interludium/Incantatum Oequinoctum                                  | 1:33 |
| 4.  | Tenebrarum Oratorium (Andamento II/Erotic Compendyum)               | 6:15 |
| 5.  | Opus Diabolicum (Andamento III/Instrumental Compendyum)             | 5:08 |
| 6.  | Chorai Lusitânia! (Epilogus/Incantatam Maresia)                     | 1:50 |
| 7.  | Goat on Fire                                                        | 6:34 |
| 8.  | Ancient Winter Goddess                                              | 6:08 |
| 9.  | Wolves from the Fog                                                 | 7:03 |
| 10. | Serpent Angel                                                       | 7:13 |